# 1986-os Formula–1 ausztrál nagydíj
Az 1986-os Formula–1-es világbajnokság utolsó futama az ausztrál nagydíj volt.

## Futam
|         | Rsz. | Versenyző          | Csapat                 | Körök | Idő/Kiesések        | Rajthely | Pontok |
| ------- | ---- | ------------------ | ---------------------- | ----- | ------------------- | -------- | ------ |
| 1       | 1    | Alain Prost        | McLaren-TAG            | 82    | 1:54:20,388         | 4        | 9      |
| 2       | 6    | Nelson Piquet      | Williams-Honda         | 82    | + 20,334            | 2        | 6      |
| 3       | 28   | Stefan Johansson   | Ferrari                | 81    | + 1 kör             | 12       | 4      |
| 4       | 3    | Martin Brundle     | Tyrrell-Renault        | 81    | + 1 kör             | 16       | 3      |
| 5       | 4    | Philippe Streiff   | Tyrrell-Renault        | 80    | Kifogyott üzemanyag | 10       | 2      |
| 6       | 11   | Johnny Dumfries    | Lotus-Renault          | 80    | + 2 kör             | 14       | 1      |
| 7       | 25   | René Arnoux        | Ligier-Renault         | 79    | + 3 kör             | 5        |        |
| 8       | 26   | Philippe Alliot    | Ligier-Renault         | 79    | + 3 kör             | 8        |        |
| 9       | 14   | Jonathan Palmer    | Zakspeed               | 77    | + 5 kör             | 21       |        |
| 10      | 19   | Teo Fabi           | Benetton-BMW           | 77    | + 5 kör             | 13       |        |
| HN      | 16   | Patrick Tambay     | Lola-Ford              | 70    | Nincs mért ideje    | 17       |        |
| Kiesett | 5    | Nigel Mansell      | Williams-Honda         | 63    | Gumiabroncs         | 1        |        |
| Kiesett | 7    | Riccardo Patrese   | Brabham-BMW            | 63    | Elektronika         | 19       |        |
| Kiesett | 2    | Keke Rosberg       | McLaren-TAG            | 62    | Gumiabroncs         | 7        |        |
| HN      | 22   | Allen Berg         | Osella-Alfa Romeo      | 61    | Nincs mért ideje    | 26       |        |
| Kiesett | 8    | Derek Warwick      | Brabham-BMW            | 57    | Fékek               | 20       |        |
| Kiesett | 17   | Christian Danner   | Arrows-BMW             | 52    | Motorhiba           | 24       |        |
| Kiesett | 18   | Thierry Boutsen    | Arrows-BMW             | 50    | Motorhiba           | 22       |        |
| Kiesett | 12   | Ayrton Senna       | Lotus-Renault          | 43    | Motorhiba           | 3        |        |
| Kiesett | 23   | Andrea de Cesaris  | Minardi-Motori Moderni | 40    | Mechanika           | 11       |        |
| Kiesett | 20   | Gerhard Berger     | Benetton-BMW           | 40    | Motorhiba           | 6        |        |
| Kiesett | 29   | Huub Rothengatter  | Zakspeed               | 29    | Felfüggesztés       | 23       |        |
| Kiesett | 15   | Alan Jones         | Lola-Ford              | 16    | Motorhiba           | 15       |        |
| Kiesett | 24   | Alessandro Nannini | Minardi-Motori Moderni | 10    | Baleset             | 18       |        |
| Kiesett | 21   | Piercarlo Ghinzani | Osella-Alfa Romeo      | 2     | Erőátvitel          | 25       |        |
| Kiesett | 27   | Michele Alboreto   | Ferrari                | 0     | Baleset             | 9        |        |

## A világbajnokság végeredménye
| H   | Versenyzők       | Pont    | H   | Konstruktőrök   | Pont |
| --- | ---------------- | ------- | --- | --------------- | ---- |
| 1.  | Alain Prost      | 72 (74) | 1.  | Williams-Honda  | 141  |
| 2.  | Nigel Mansell    | 70 (72) | 2.  | McLaren-TAG     | 96   |
| 3.  | Nelson Piquet    | 69      | 3.  | Lotus-Renault   | 58   |
| 4.  | Ayrton Senna     | 55      | 4.  | Ferrari         | 37   |
| 5.  | Stefan Johansson | 23      | 5.  | Ligier-Renault  | 29   |
| 6.  | Keke Rosberg     | 22      | 6.  | Benetton-BMW    | 19   |
| 7.  | Gerhard Berger   | 17      | 7.  | Tyrrell-Renault | 11   |
| 8.  | Jacques Laffite  | 14      | 8.  | Haas Lola-Ford  | 6    |
| 9.  | Michele Alboreto | 14      | 9.  | Brabham-BMW     | 2    |
| 10. | René Arnoux      | 14      | 10. | Arrows-BMW      | 1    |

(A teljes lista)

## Statisztikák
Vezető helyen:
- Nelson Piquet: 8 (1–6, 63–64)
- Keke Rosberg: 56 (7–62)
- Alain Prost: 18 (65–82)

Alain Prost 25. győzelme, Nigel Mansell 4. pole-pozíciója, Nelson Piquet 19. leggyorsabb köre.
- McLaren 52. győzelme

Alan Jones 117., Keke Rosberg 128. és Patrick Tambay 123., utolsó versenye.